# 紐維爾 (印地安納州)
紐維爾（英語：Newville）是位於美國印地安納州迪卡爾布縣的一個非建制地區。該地的面積和人口皆未知。

## 地理
紐維爾的座標為41°20′55″N 84°50′42″W / 41.34861°N 84.84500°W，而該地的平均海拔高度為250米（即820英尺）。